# Торпусман, Абрам Наумович
Абрам Наумович Торпусман (род. 19 апреля 1940, Коростень) — советский и израильский филолог, историк, антропонимист. Автор гипотезы о славянских именах в Киевском письме.
С 1969 по 1985 гг. работал библиографом во Всесоюзной Книжной палате. Участвовал в нелегальной еврейской и сионистской деятельности, был одним из создателей Еврейской историко-этнографической комиссии вместе с Михаилом Членовым, Игорем Крупником, Нисаном Бабаликашвили и др. Публиковался в журнале на идиш «Советиш геймланд». В 1985 сумел подать документы на выезд в Израиль, был уволен из Книжной палаты, но получил отказ.
С 1988 г. живёт в Иерусалиме. Был одним из научных редакторов Краткой еврейской энциклопедии (1988—2005 гг.). Научный редактор Электронной еврейской энциклопедии.
Жена — библиограф Лина Мееровна Торпусман (род. 1937). Дети — Рахель и Мириам.

## Научные работы
- Евреи // Системы личных имен у народов мира. М.: АН СССР. Ин-т этнографии имени Н. Н. Миклухо-Маклая, 1986. С. 115—120.
- Антропонимия и межэтнические контакты народов Восточной Европы в средние века. Имя Гостята в еврейской рукописи из Киева первой половины X века // Имя — этнос — история. М.: Ин-т этнографии им. Н. Н. Миклухо-Маклая, 1989. С. 48-53.
- From the Archive of A.S. Pribluda: A List of His Publications on Jewish Names // Jews and Jewish Topics in the Soviet Union and Eastern Europe, No. 3 (13) (Winter 1990), pp. 55–58.
- Slavic Names in a Kiev Manuscript from the First Half of the 10th Century // These Are The Names. Studies in Jewish Onomastics. Vol. 2 / Ed. A. Demsky. — Ramat-Gan, 1999. — pp. 171–176.
- Еврейские имена в Киевском письме (X в.): культурно-исторический аспект // Jews & Slaws. Vol. 19. Jerusalem — Kyiv, 2008. — С. 14.
- Где и когда возникла первая община кенаанитов? В порядке постановки вопроса // Кенааниты: евреи в средневековом славянском мире. Под ред. В. Московича, М. Членова, А. Торпусмана. Jews and Slavs. Vol. 24. Москва — Иерусалим, 2014. — С. 52-57.
- Кенаанские женские личные имена: Попытка реконструкции // Кенааниты: евреи в средневековом славянском мире. — С. 152—165.